# VL Myrsky
ВЛ Мюрскю (фин. Myrsky — буря) — одномоторный истребитель финских ВВС времен Второй мировой войны. Было выпущено три модификации проекта «Мюрскю I», «Мюрскю II» и «Мюрскю III».

## История
Перед Зимней войной финские военно-воздушные силы заказали предварительный проект отечественного истребителя на государственном авиазаводе VL в Тампере. В мае 1939 года были предоставлены пять проектов, и в июне министерство обороны выбрало из них один. Истребитель разработан группой инженеров (Мартти Ваинио, Торсти Верккола, Эдвард Вегелиус и Арво Юлинен).
Из-за нехватки дюралюминия крылья изготавливались из фанеры, а металлический каркас фюзеляжа был покрыт деревянными листами с матерчатой обшивкой. Сложности с поставкой двигателей вынудили отказаться от модели «Bristol Taurus III» в пользу менее мощных Pratt & Whitney R-1830 и R-1830-S3C3-G. В дальнейшем выпуске использовались трофейные двигатели P&W S3C3-G от немецких союзников.
Первый полет прототипа «Мюрскю I» состоялся 23 декабря 1941 года. Самолет был боеспособен, но слишком тяжел. Три следующих машины оказались непрочны на высоких скоростях и были утеряны при испытаниях, два пилота погибли и один был ранен.
Серийное производство началось уже после поставки в Финляндию «Мессершмитов» в 1943 году. Модель получила обозначение «Мюрскю II». Было построено 47 самолетов.
Модификация «Мюрскю III» была заказана весной 1943 года, но не было построено ни одного экземпляра.

## Применение
12-я разведывательная эскадрилья получила первые самолеты в августе 1944 года. До конца финской кампании 30 «Мюрскю II» поступили в 12-ю и 16-ю эскадрильи.
Истребители участвовали в боевых действиях с 9 августа. В бою 22 августа с Як-7 «Мюрскю» повредили пару советских истребителей, которые получили повреждения и выполнили вынужденную посадку. В общей сложности выполнено 66 боевых вылетов, боевых потерь не было, но по техническим причинам разбились 4 самолёта, как минимум один пилот погиб.
Во время Лапландской войны «Мюрскю» вели разведку (совершено лишь 13 боевых вылетов), а с 23 ноября их эксплуатацию прекратили: самолёт оказался не готов к эксплуатации в арктических условиях. Одна машина разбилась при взлёте по этой причине. 
После войны эксплуатация закончилась к 1947 году, а последний полет состоялся в феврале 1948 года. Качество машины оказалось крайне низким: за короткую историю её эксплуатации зафиксировано 51 техническое происшествие, 21 самолёт полностью вышел из строя, погибли 4 пилота. Списанные самолёты некоторое время находились на хранении, но в 1953 году их разобрали.

## Оценка
Хотя самолет удовлетворял проектному заданию, он не оправдал ожиданий. Деревянная конструкция плохо переносила сырость и холод. Проклейка эрзац-клеем была ненадежна и детали самолета разъединялись. Десять «Мюрскю» разбились в 1943-47 гг., погибло четыре пилота. Тем не менее, самолет показал себя достаточно маневренным и быстрым для ближнего боя с современными советскими истребителями. По скорости «Мюрскю» уступал только Bf.109G. Аэродинамические качества были превосходны, и самолет получил развитие в проекте истребителя «ВЛ Пюоррэмюрскю» и в тренировочном самолете «Валмет Вихури». Широкое шасси давало удобное управление на земле. Однако, в целом, при простоте конструкции самолет банально не выдерживал условий финской погоды.

## Тактико-технические характеристики
Приведённые ниже характеристики соответствуют модификации «Мюрскю II».
Источник данных: «Уголок неба», Backwoods Landing Strip

Технические характеристики
- Экипаж: 1
- Длина: 8,35 м
- Размах крыла: 11,0 м
- Высота: 3,0 м
- Площадь крыла: 18,0 м²
- Масса пустого: 2 485 кг
- Нормальная взлётная масса: 2 950 кг
- Максимальная взлётная масса: 3 213 кг
- Силовая установка: 1 × двухрядный звездообразный Pratt & Whitney R-1830-SC3-G
- Мощность двигателей: 1 × 1065 л.с. (1 × 749 кВт)
- Воздушный винт: VLS 8002

Лётные характеристики
- Максимальная скорость:  
  - на высоте: 535 км/ч на 3400 м
  - у земли: 470 км/ч
- Крейсерская скорость: 365 км/ч
- Боевой радиус: 650 км
- Практическая дальность: 1 100 км
- Продолжительность полёта: 1,5 часа
  - с 2 × 150 л ПТБ: 3 часа
- Практический потолок: 9 800 м
- Скороподъёмность: 14,3 м/с
- Время набора высоты:
  - 2000 м за 2 мин. 12 с.
  - 5000 м за 6 мин. 24 с.
  - 8000 м за 22 мин. 30 с.
- Нагрузка на крыло: 164 кг/м² (расч.)
- Тяговооружённость: 254 Вт/кг (расч.)

Вооружение
- Стрелково-пушечное: 4 × 12,7 мм пулемёта LKK/42 по 220-260 патронов на ствол
- Бомбы: 2 × 100 кг